# Olocausto in Lettonia
L'Olocausto in Lettonia si riferisce ai crimini compiuti durante l'occupazione della Lettonia da parte della Germania nazista, aiutata dai collaboratori locali lettoni, nei confronti della popolazione ebraica.
Nei tre anni di insediamento dei tedeschi, si verificarono imprigionamenti, esecuzioni di massa, creazioni di campi di concentramento, fenomeni di ghettizzazione, lavori forzati e rapimenti di massa. Quando i sovietici avanzarono verso ovest nel corso dell'offensiva del Baltico, la Lettonia fu gradualmente abbandonata dai tedeschi: essi si lasciarono alle spalle i cadaveri di 66.000 ebrei lettoni, 19.000 ebrei tedeschi, austriaci e cechi, oltre a un numero imprecisato di ebrei lituani e ungheresi, gitani, simpatizzanti comunisti e persone affette da disturbi psichici. Altrettanto ignoto è il numero di attivisti anti-nazisti fatti prigionieri o eliminati nel corso delle rappresaglie.

## Occupazione tedesca

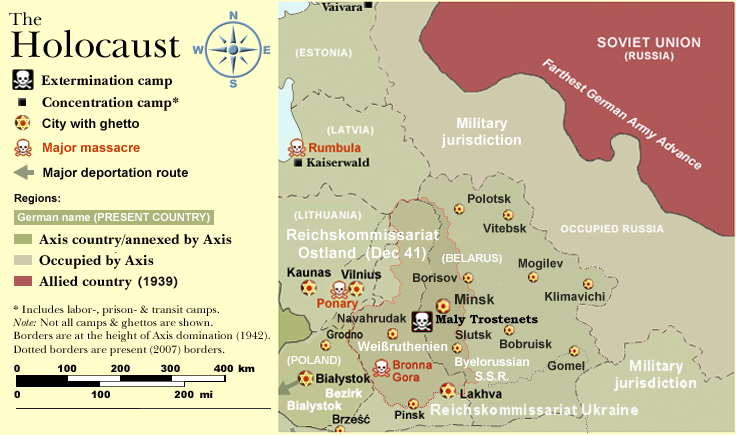
Mappa del Reichskommissariat Ostland (a cui apparteneva anche la Lettonia) che mostra le procedure di svolgimento della soluzione finale

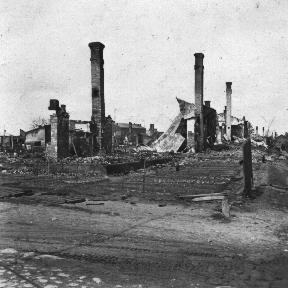
Edifici distrutti dagli scontri a fuoco a Daugavpils, luglio 1941

L'esercito tedesco attraversò la frontiera sovietica il 22 giugno 1941, su un ampio fronte dal Mar Baltico all'Ungheria. I tedeschi avanzarono attraverso la Lituania verso Daugavpils e altri punti strategici in Lettonia. Una delle prime organizzazioni ad essere state allertate per costituire un corpo di polizia nazista fu la Sicherheitsdienst, generalmente indicata con l'acronimo SD, con quartier generale a Berlino, quest'ultimo noto come ufficio centrale di sicurezza nazionale (Reichssicherheitshauptamt), in abbreviazione RSHA.

### La SD in Lettonia
Prima dell'invasione, la SD aveva ripartito quattro cosiddette "Unità operative", le Einsatzgruppen. In realtà, gli incarichi per cui furono predisposte riguardavano omicidi di massa di quelle persone etichettate dai nazisti come "indesiderate": Il riferimento era a comunisti, zingari, soggetti affetti da disturbi psichici e, soprattutto, ebrei. Le Einsatzgruppen seguirono da vicino le truppe d'assalto e si stabilirono nei territori che venivano man mano occupati nel giro di alcuni giorni (talvolta bastavano meno di 24 ore).
La SD in Lettonia è immortalata nelle varie fotografie pervenuteci: le uniformi erano raramente in tinta esclusivamente nera, preferendosi invece il tradizionale abbigliamento grigio della Wehrmacht con qualche richiamo in nero. La toppa SD era ben visibile sulla manica sinistra, mentre un altro simbolo identificativo era il teschio con le ossa (Totenkopf) posto sul colletto. I gradi SD erano identici a quelli delle SS e la distinzione a livello estetico delle uniformi era da individuarsi nell'assenza della Sig-Rune, a cui si preferiva la semplice aggiunta delle lettere "SD".
La SD si insediò in Lettonia grazie all'Einsatzgruppe A, suddiviso in unità chiamate Einsatzkommandos 1a, 1b, 2 e 3. Mentre la prima linea si spostava verso est, l'Einsatzgruppe A stazionò in Lettonia rimanendo nel paese solo poche settimane, prima di devolvere le sue funzioni alla SD "locale": all'apice del corpo vi era il Kommandant der Sicherheitspolizei un SD , in genere riportato come KdS. Questi riceveva ordini sia dalla RSHA di Berlino che da un ufficiale in particolare, il Befehlshaber (comandante) der Sicherheitspolizei und des SD, o BdS. Sia il KdS che il BdS erano a loro volta subordinati a un altro ufficiale, il comandante delle SS e della Polizia (Höherer SS-und Polizeiführer), o HPSSF. Nonostante la districata costruzione gerarchica, nel concreto si verificarono conflitti di competenza. La parte orientale della Lettonia, compresa Daugavpils e la Letgallia, fu affidata alle Einsatzkommandos 1b (EK 1b) e 3 (EK 3). L'unità EK 1b contava circa 50-60 uomini ed era comandata da Erich Ehrlinger.

### Prime esecuzioni di massa

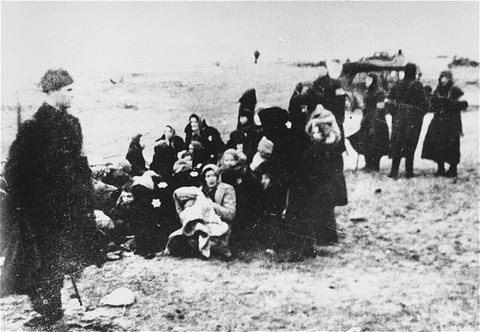
Membri di un'unità di autodifesa lettone riuniscono un gruppo di donne ebree per ucciderle su una spiaggia vicino a Liepāja, 15 dicembre 1941

In Lettonia, la Shoah iniziò la notte dal 23 al 24 giugno 1941, quando nel cimitero di Grobiņa un distaccamento della SD uccise sei ebrei, incluso il farmacista della città. Nei giorni seguenti 35 ebrei furono assassinati a Durbe, Priekule e Asīte. Il 29 giugno i nazisti iniziarono a formare la prima unità ausiliaria SD lettone a Jelgava e per guidarla si optò per Mārtiņš Vagulāns, membro dell'organizzazione Pērkonkrusts. Nell'estate del 1941, 300 uomini dell'unità parteciparono all'esecuzione di circa 2.000 ebrei a Jelgava e in altri luoghi della Semgallia. Le operazioni vennero supervisionate dagli ufficiali della SD tedesca Rudolf Batz e Alfred Becu, che coinvolsero le SS: tra gli atti compiuti, venne bruciata la principale sinagoga di Jelgava. Dopo l'acquisizione di Riga, Walter Stahlecker, assistito dai militanti di estrema destra del Pērkonkrusts e da altri collaborazionisti locali, diede luogo ad un pogrom nella capitale della Lettonia. Viktors Arājs, all'epoca trentunenne, forse ex membro di Pērkonkrusts e membro di una confraternita studentesca, fu incaricato di dirigere le manovre. Arājs era ancora studente universitario ed era sostenuto economicamente da sua moglie, la proprietaria di un ricco negozio, che aveva dieci anni più di lui. Egli aveva lavorato nella polizia lettone per un certo periodo di tempo e si distinse per le sue idee estremamente radicali. Viene descritto dalle fonti coeve come un uomo ben pasciuto, sempre ben vestito e "con il cappello da studente orgogliosamente alzato su un orecchio".

### Costituzione del Commando Arājs
Il 2 luglio Viktors Arājs iniziò a reclutare uomini per comporre un'unità armata: a rispondere alla chiamata furono perlopiù membri del Pērkonkrusts o studenti universitari, fiduciosi della possibilità di liberare la Lettonia da ebrei e comunisti. Nel 1941 avevano presentato domanda circa 300 uomini (divenuti 1.200 nel giro di due anni) tra i quali Arājs selezionò i collaboratori più stretti: Konstantīns Kaķis, Alfrēds Dikmanis, Boris Kinsler e Herberts Cukurs. La notte del 3 luglio, il neonato Commando Arājs cominciò ad eseguire arresti, vessazioni e furti ai danni degli ebrei della capitale. Il 4 luglio, la sinagoga corale in via Gogoļa fu avvolta dalle fiamme e, successivamente, la stessa sorte toccò ad altri due luoghi di culto in via Maskavas e Stabu. Gli omicidi dei giudei non cessarono in quei giorni e interessarono anche coloro che si erano spostati dalla Lituania per trovare rifugio. Alla guida di veicoli e autobus di colore blu, gli uomini del Commando si recarono in diversi insediamenti della Curlandia, della Semigallia e della Livonia, macchiandosi di ulteriori crimini.

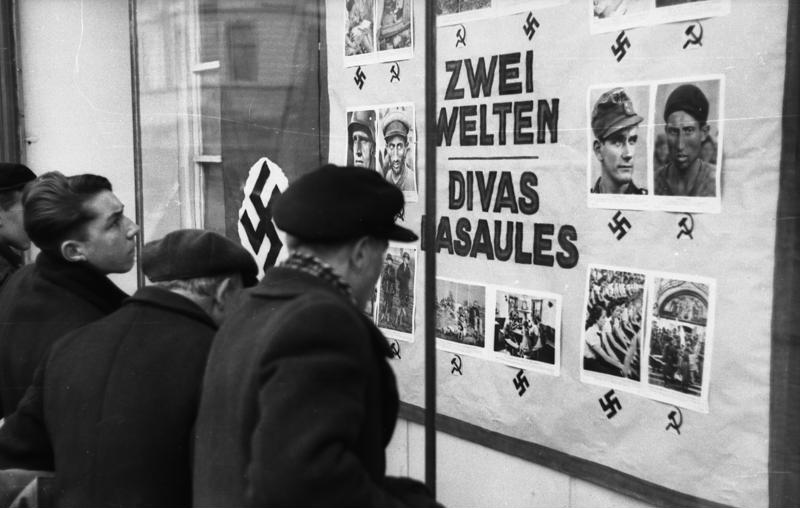
Manifesto propagandistico nazista di carattere antisemita e anticomunista intitolato "Due Mondi", estate 1941

La pulizia etnica avrebbe dovuto stimolare ulteriori antisemiti ad unirsi alla chiamata. Anche singole unità lettoni tra Selbstschutz furono coinvolte nello sterminio degli ebrei: nel distretto di Ilūkste, ad esempio, le uccisioni furono eseguite dai venti soldati facenti capo al comandante lettone Oskars Baltmanis. Le operazioni avvennero comunque sotto la supervisione dagli ufficiali delle SS e SD tedesche. Nel luglio 1941, vennero fucilati circa 4.000 ebrei di Riga nella foresta di Biķernieku. Le esecuzioni erano guidate dagli Sturmbannführers (maggiori) H. Barth, R. Batz e dal nuovo capo della SD di Riga Rudolf Lange.

## Massacri

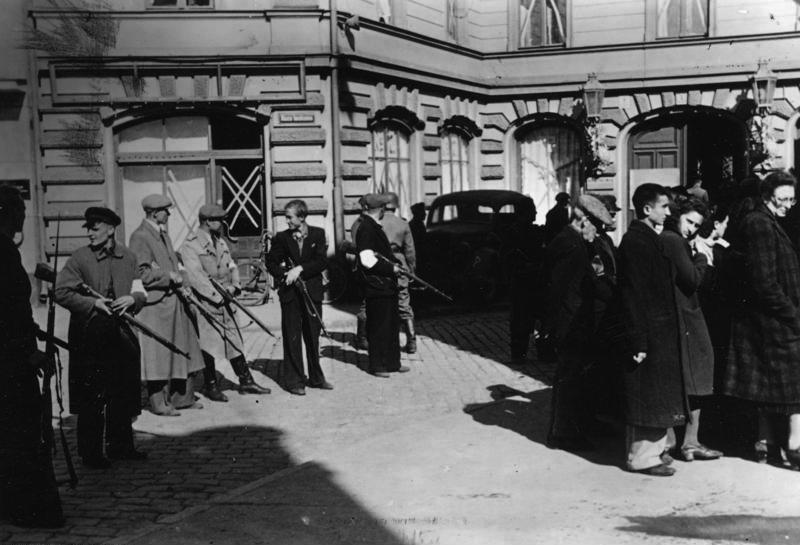
Membri della polizia ausiliaria lettone radunano un gruppo di ebrei a Liepāja, luglio 1941

Gli storici lettoni Andrievs Ezergailis e Leo Dribins definiscono le prime operazioni compiute dai tedeschi e dai simpatizzanti locali come l'inizio del "più grande atto criminoso nella storia della Lettonia". Dal luglio 1941, anche gli ebrei della Lettonia furono privati dei diritti di cui godevano gli altri cittadini nello stesso Stato. Si prevedevano rigide sanzioni per chi fosse uscito in fasce orarie diverse da quelle pomeridiane. Si assegnavano loro delle scarse razioni di cibo e, inoltre, gli acquisti erano permessi solo in alcuni negozi appositi a chi indossasse al braccio o sulla schiena un segno distintivo, una stella di David di colore giallo. Inoltre, si vietava loro di frequentare luoghi in cui si svolgevano eventi pubblici, inclusi cinema, campi sportivi e parchi, oltre a mezzi di trasporto quali treni e tram. Non era consentito accedere ai bagni pubblici, salire sui marciapiedi, frequentare biblioteche e musei o recarsi a scuola. Ai dottori ebrei fu consentito di supervisionare e curare solo gli ebrei, venendo in più loro proibito di gestire le farmacie. Vestiti, utensili o arredamenti potevano per qualsiasi evenienza essere sottratti dai tedeschi, mentre gioielli, casseforti, monete d'oro e d'argento andavano consegnati se espressamente richiesto. Con la scusa della guerra e forti di un sentimento antisemita dilagante, i funzionari nazisti e locali confiscarono svariate proprietà. Vi era un ulteriore elemento che favoriva questa pratica, la considerazione che nessuno sarebbe tornato per recriminare gli oggetti rubati, poiché vittima di esecuzioni.

### Liepāja
A Liepāja il primo massacro di ebrei avvenne il 3 e 4 luglio, quando furono uccise circa 400 persone e poi un secondo l'8 luglio, giorno in cui ne furono uccisi 300. Il 13 luglio cominciarono le operazioni di smantellamento della grande sinagoga corale di Liepāja: i rotoli delle Scritture furono srotolati e sparsi sulla piazza Ugunsdzēsēju e gli ebrei furono costretti a camminarci sopra, al cospetto degli osservatori che ridevano per la scena. Le suddette operazioni si svolsero sotto la supervisione diretta di Erhard Grauel, comandante del Sonderkommando dell'Einsatzgruppe.

### Ventspils
In seguito agli eventi di Liepāja, Grauel si recò a Ventspils, dove coordinò il massacro condotto congiuntamente dal tedesco Ordnungspolizei e dagli uomini del Selbstschutz locale. Tra il 16 ed il 18 luglio, 300 persone furono eliminate a colpi d'arma da fuoco nella foresta di Kaziņu. Alla fine del mese e nei primi giorni di agosto, si assassinarono anche i restanti 700 ebrei della città, dopodiché si procedette alle esecuzioni di quelli delle zone circostanti. Ad effettuare le esecuzioni parteciparono uomini tedeschi, lettoni ed estoni, questi ultimi giunti in nave. Di lì a poco apparve un manifesto sulla strada che collegava Kuldīga a Ventspils, il quale recitava che Ventspils era divenuta Judenfrei (priva di ebrei).

### Daugavpils
A Daugavpils lo sterminio degli ebrei fu nelle prime fasi gestito da Erich Ehrlinger, capo dell'Einsatzkommando 1b: l'11 luglio vennero uccise circa 1.150 persone. Il lavoro di Ehrlinger fu continuato da Joachim Hamann, responsabile dello sterminio di 9.012 ebrei della città e del sud della Lettonia. Il capo della polizia ausiliaria locale Roberts Blūzmanis prestò assistenza assicurando i trasporti dai ghetti ai luoghi di esecuzione.

### Rēzekne
A Rēzekne gli omicidi - circa 2.500 - furono compiuti da un gruppo tedesco della SD, assistito dagli uomini del Selbstschutz e del Commando Arājs. Nell'ottobre del 1941, furono complessivamente uccisi circa 35.000 ebrei lettoni.
Si ha notizia di due casi di persone che hanno salvato ebrei a Rēzekne: la vecchia credente Ulita Varushkyna che, dopo aver ospitato i suoi genitori, accolse il bambino di due anni Mordechai Tager, in seguito da lei adottato e la famiglia polacca Matusevich, che celò Haim Israelit e suo nipote Yakov per tre anni. Sia Varushkyna che la famiglia Matusevich hanno ricevuto il titolo di Giusto tra le nazioni per il loro coraggio.

### Varakļāni
Varakļāni, un centro relativamente piccolo, contava quasi 540 ebrei quando i tedeschi assunsero il controllo del Paese. Molti di questi furono uccisi in fosse che dovettero scavare essi stessi il 4 agosto 1941. Il destino di questa piccola cittadina è simile a quello di molte altre città ed è stato documentato da JewishGen e da altre organizzazioni di studiosi.

## Confinamento

### Ghetto di Riga

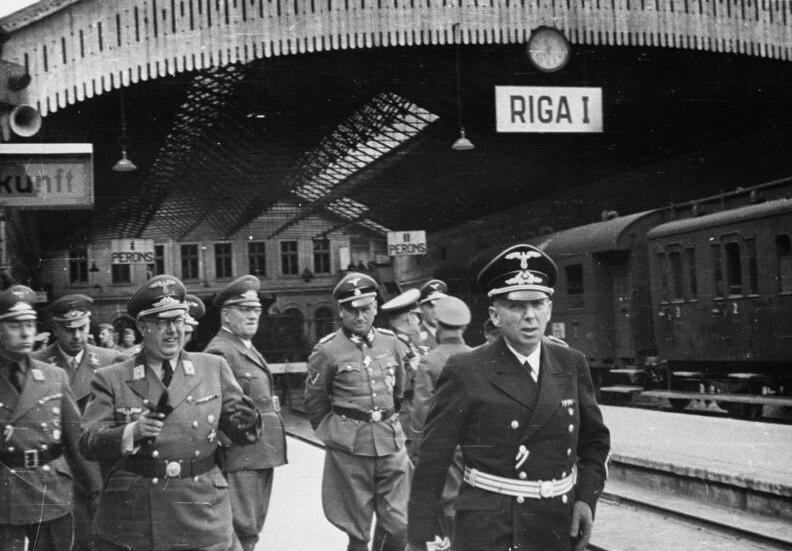
Hinrich Lohse nella stazione ferroviaria centrale di Riga

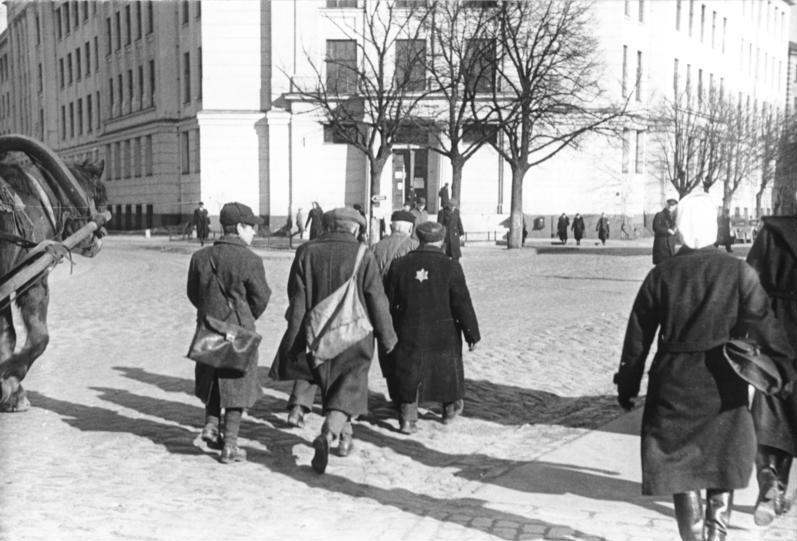
Ebrei con lo stemma identificativo giallo a Riga nel 1942

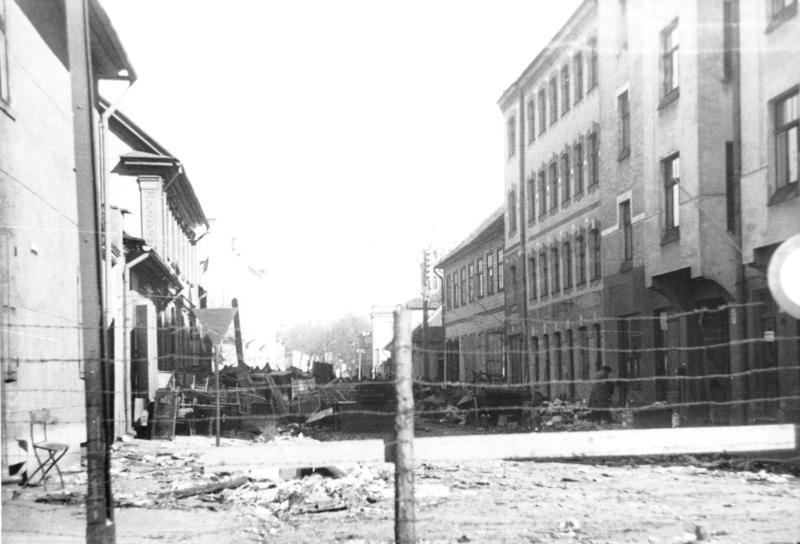
Ghetto di Riga, 1942

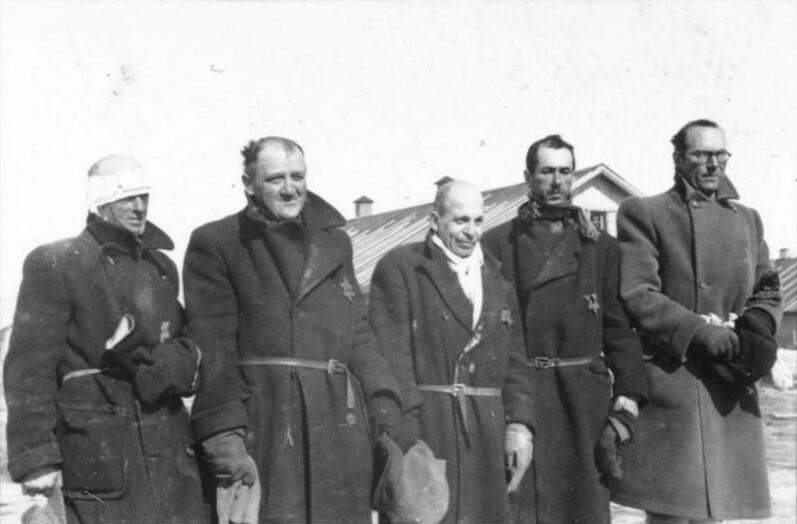
Prigionieri ebrei nel campo di concentramento di Salaspils

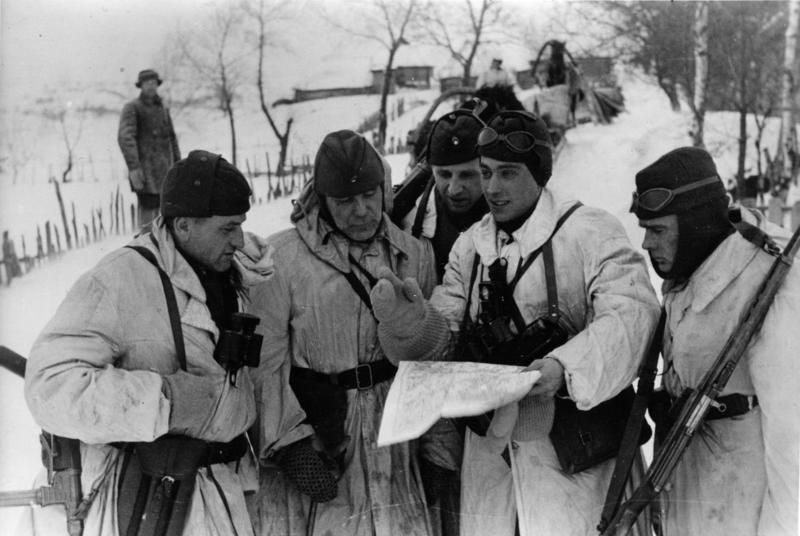
Gruppi di partigiani si coordinano prima di un'operazione, marzo 1943

Il 27 luglio 1941, il commissario di Stato (Reichskommissar) Hinrich Lohse (in passato Gauleiter dello Schleswig-Holstein) del Reichskommissariat Ostland istituito dagli occupanti rese pubbliche le sue linee guida sulla questione ebraica. A suo giudizio, gli ebrei andavano impiegati come manodopera a basso costo, retribuiti con salari minimi o con risicate razioni di cibo, quanto avanzava dopo il rifornimento della popolazione indigena di razza ariana. Per gestire la comunità indesiderata, questa andava trasferita in ghetti, precludendo la facoltà di potersi allontanare. Franz Walter Stahlecker si oppose alla proposta di Hinrich Lohse e chiese che lo sterminio degli ebrei proseguisse. Berlino, tuttavia, cedette il potere all'amministrazione civile della forza di occupazione e operò in maniera autonoma. Il quartiere periferico Latgale di Riga fu quello selezionato per ospitare il ghetto cittadino, un'area abitata di cittadini poco abbienti di etnia ebraica, russa e bielorussa: circa 7.000 residenti non ebrei furono trasferiti in altre aree di Riga, mentre a 23.000 semiti fu ordinato di trasferirsi nei pressi del ghetto. A quel punto, iniziati gli spostamenti, si formò un consiglio ebraico, a cui fu assegnato il compito di regolare la vita sociale assieme ad una sorta di polizia - composta da 80 uomini muniti di manganelli di gomma - interna alla struttura, la quale fu presto recintata con del filo spinato. Agli ebrei fu permesso di lasciare il ghetto solo nei luoghi di lavoro e alla presenza delle guardie, mentre uscire in maniera autonoma era severamente vietato.
Nel ghetto gli ebrei vivevano in spazi molto ristretti, 3/4 m² a persona, in virtù del fatto che il ghetto era solitamente molto affollato. La povertà dilagava così come la fame, per via del fatto che le razioni di cibo venivano assegnate solo a coloro che lavoravano, cioè la metà dei detenuti. I bambini transitati nel ghetto furono 5.652 bambini, gli anziani e i disabili 8.300. La struttura contava solo 16 generi alimentari, una farmacia e una lavanderia, e fu allestito un ospedale, guidato da Vladimir Mintz, un chirurgo. Lo storico Marģers Vestermanis scrive sul consiglio ebraico: "I suoi membri, tra cui gli avvocati D. Elyashev, M. Mintz e Iliya Yevelson, e i loro assistenti volontari hanno fatto tutto il possibile per alleviare in qualche modo la sofferenza generale". Anche i poliziotti ebrei cercarono di proteggere in qualche modo i detenuti, tentando di alleviare il dolore morale.

### Ghetto di Daugavpils
Il ghetto di Daugavpils fu istituito a Grīva alla fine di luglio del 1941, quando tutti gli ebrei sopravvissuti in città e nei dintorni furono trasferiti lì. Il sito ospitava circa 15.000 prigionieri e anche qui si formò un consiglio interno, presidiato dall'ingegnere Misha Movshenson, figlio del sindaco di Daugavpils nel 1918, durante l'occupazione tedesca nel corso della prima guerra mondiale.

## Olocausto dei gitani in Lettonia
Forse l'eccidio meno approfondito tra i tanti compiuti durante la seconda guerra mondiale è quello che vede come protagonisti i rom (Zigeuner in tedesco). La maggior parte delle informazioni disponibili sulla persecuzione compiuta nei loro confronti nell'Europa orientale occupata dai nazisti proviene dalla Lettonia. Secondo il censimento della Lettonia del 1935, vivevano 3.839 gitani nel paese, molto più che in Estonia e in Lituania. Molti di essi non viaggiavano per lo stato, ma vivevano in maniera stabile.
Il 4 dicembre 1941, Hinrich Lohse emise un decreto che statuiva:
- Sono portatori di malattie contagiose, in particolare il tifo;
- In quanto elementi inaffidabili, non obbediscono né ai regolamenti emanati dalle autorità tedesche, né sono disposti a svolgere attività utili.

Esistono fondati sospetti che forniscano dati strategici al nemico, danneggiando quindi la causa tedesca. Pertanto statuisco che debbano essere trattati come ebrei.»
Sebbene il nome di Lohse fosse contenuto nell'ordine, questo fu in realtà rilasciato per volere di Bruno Jedicke, capo dell'Ordnungspolizei nei Paesi baltici. A sua volta, Jedicke era subordinato a Friedrich Jeckeln, membro delle SS responsabile sia negli Stati baltici che in Bielorussia.
Ai rom fu anche proibito di stabilirsi lungo la costa. Il 5 dicembre 1941, la polizia lettone di Liepāja ne arrestò 103 (24 uomini, 31 donne e 48 bambini), poi praticamente tutti consegnati alla custodia del capo della polizia tedesca Fritz Dietrich "per ulteriori accertamenti" (zu weiteren Veranlassung). Il 5 dicembre 1941, tutti e 100 vennero uccisi vicino a Frauenburg.
Il 12 gennaio 1942 Jedicke emanò l'ordine di Lohse del 4 dicembre 1941, ordinando ai suoi subordinati di attuare in tutti i casi la "fase successiva". Entro il 18 maggio 1942 la polizia tedesca e il comandante delle SS a Liepāja indicavano in un rapporto che erano stati precedentemente uccisi, in un periodo non meglio precisato, 174 gitani. Ad essere presi di mira risultarono soprattutto coloro che "itineravano" (vagabundierende Zigeuner). La documentazione, tuttavia, non sempre distingue tra i diversi gruppi etnici, ragion per cui il 24 aprile 1942 EK A riferiva di aver ucciso 1.272 persone, tra cui 71 zingari, senza ulteriori specificazioni.
Come nel caso degli ebrei, l'uccisione dei rom proseguì nelle città più piccole della Lettonia e con la collaborazione dei lettoni. Si ritiene che il Commando Arājs abbia ucciso un numero imprecisato di gitani tra luglio e settembre 1941. Nell'aprile del 1942, 50 persone, per lo più donne e bambini in tenera età, furono radunate nel carcere di Valmiera e poi fucilate. Altri massacri avvennero a Bauska e Tukums.
Il computo delle vittime totali resta ignoto. Il professor Ezergailis ha stimato la sopravvivenza di metà della comunità rom, ma si tratta di una mera supposizione.

## Processi giudiziari

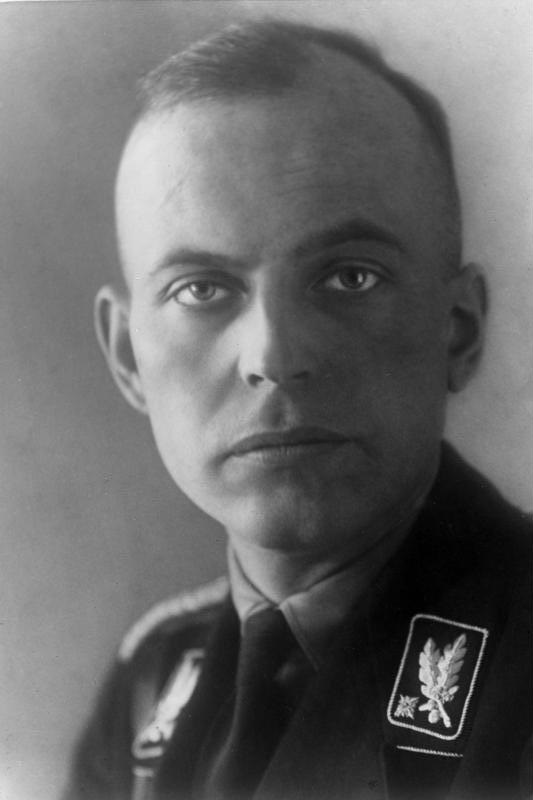
L'SS-Obergruppenführer Hans-Adolf Prützmann

Alcuni dei responsabili di Rumbula furono catturati dopo la guerra.
- Hinrich Lohse, in virtù della carica da lui ricoperta nella gerarchia nazista, fu processato a Norimberga, ma subì "un trattamento sorprendentemente leggero".[29] Le autorità britanniche lo considerarono tutto sommato estraneo ai crimini nazisti negli Stati baltici e fu consegnato a un tribunale di "denazificazione" nella Germania Ovest. Condannato a 10 anni, Lohse fu rilasciato all'inizio del 1951 "per motivi legati alla salute".[30] Morì nel 1964.
- Viktors Arājs fu accusato da un tribunale britannico per crimini di guerra, ma fu rilasciato nel 1948 e in seguito si nascose in Germania Ovest per molti anni; sebbene fosse ancora un criminale di guerra ricercato, trovò lavoro come autista per un'unità militare britannica nella zona di occupazione occidentale.[30] Alla fine Arājs fu catturato e, nel 1979, processato e condannato per omicidio in un tribunale della Germania occidentale.[30][31][32] Morì nel 1988.
- Friedrich Jahnke, un poliziotto nazista profondamente coinvolto nella creazione del ghetto di Riga e nell'organizzazione delle esecuzioni, fu arrestato e processato nella BRD negli anni '70.[33]

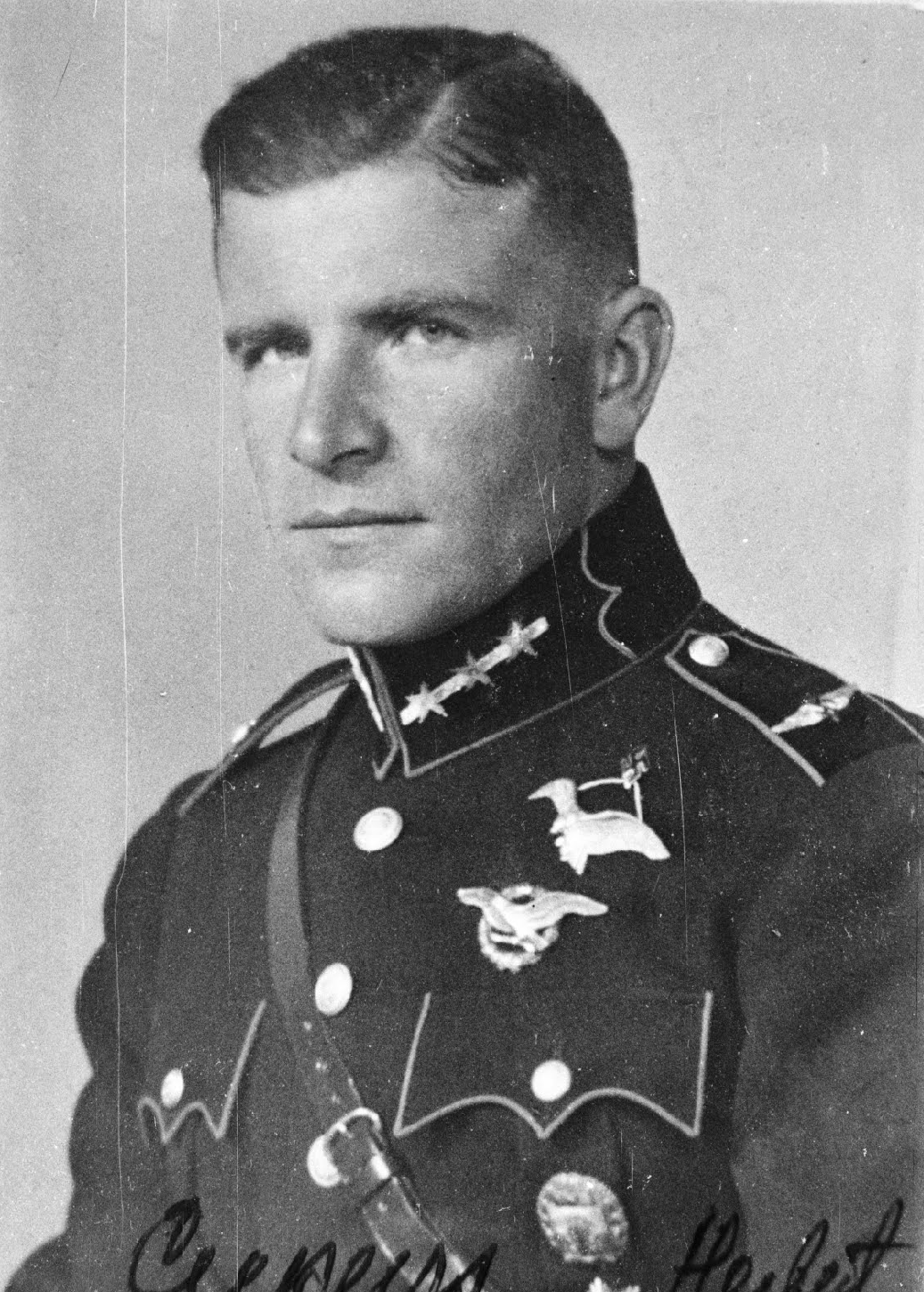
Herberts Cukurs

- Herberts Cukurs fuggì in Sud America, dove fu successivamente assassinato da agenti del Mossad, i quali lo spinsero a spostarsi dal Brasile all'Uruguay con la falsa intenzione di avviare un'attività nel settore dell'aviazione. Non fu poi processato per la sua presunta partecipazione all'Olocausto.[34]
- Eduard Strauch, tenente colonnello delle SS, comandava una sottounità degli assassini di Rumbula chiamata "Einsatzkommando 2".[35] Nonostante il tentativo di apparire affetto da un disturbo mentale, fu condannato dal tribunale militare di Norimberga nel processo Einsatzgruppen per avere rivestito un ruolo chiave nel Rumbula e in numerosi altri omicidi di massa nell'Europa orientale. Il 9 aprile 1948, il giudice presiedente Michael Musmanno pronunciò la sentenza del tribunale su Strauch: "Convenuto EDUARD STRAUCH, a causa dell'accusa per la quale è stato condannato, questo Tribunale la condanna a morte per impiccagione".[36] Tuttavia, a differenza dei co-imputati Otto Ohlendorf e Paul Blobel, Strauch non venne impiccato e fu invece consegnato alle autorità in Belgio, dove aveva commesso altri crimini, per essere processato. Fu lì che morì in ospedale l'11 settembre 1955.[37]
- Friedrich Jeckeln finì in custodia ai sovietici dopo la guerra. Fu interrogato, processato, condannato e impiccato a Riga il 3 febbraio 1946: al contrario di quanto chiedeva il popolo, l'esecuzione non avvenne sul luogo in cui sorgeva l'ex ghetto di Riga, ma in piazza della Vittoria (Uzvaras laukums).[38]
- Fritz Dietrich fu processato nei processi di Dachau e impiccato nel 1948 per aver ucciso prigionieri di guerra.

## Storiografia e memoriali

### Periodo sovietico
Nel corso della seconda guerra mondiale, l'Unione Sovietica occupò di nuovo la Lettonia, questa volta dal 1944 al 1991. Poiché non risultava in qualche modo utile alle politiche sovietiche commemorare il sito di Rumbula o riconoscere che le vittime fossero ebrei, fino al 1960 non avvenne alcuna commemorazione. Nel 1961 i giovani di famiglie ebraiche di Riga cercarono il sito e trovarono le ossa carbonizzate e altre prove degli omicidi: l'anno seguente i sovietici organizzarono un servizio commemorativo ufficiale a Bikernieki (un altro luogo di esecuzione) in cui non si faceva riferimento ai semiti, ma si parlava più genericamente di "vittime naziste". Nel 1963 gruppi di giovani ebrei di Riga uscirono settimanalmente a Rumbula e ripulirono e restaurarono il sito usando pale, carriole e altri utensili. Il sito venne contrassegnato da una serie di lapidi commemorative di fortuna nel corso degli anni poiché, durante il periodo sovietico, Mosca rifiutò di autorizzare qualsiasi memoriale che identificasse specificamente le vittime come ebrei.
L'Unione Sovietica soppresse le ricerche e i memoriali dell'Olocausto in Lettonia - si pensi a un memoriale a Rumbula, non approvvato dalle autorità e rimosso nel corso della notte, senza fornire alcuna giustificazione ufficiale - fino al 1991, quando la Lettonia divenne uno Stato indipendente. I riferimenti all'Olocausto furono fugaci nella letteratura dell'era sovietica e in essi a volte compariva una figura folcloristica chiamata "žīdu šāvējs" (tiratore ebreo). Il poeta Ojārs Vācietis si riferiva spesso all'Olocausto nelle sue opere, tra cui in particolare una delle sue più note liriche intitolata "Rumbula", scritta all'inizio degli anni '60. Una storia particolare è quella vissuta da Michael Genchik, sfuggito ai tedeschi e arruolatosi nell'Armata Rossa, dove prestò servizio per 30 anni. La sua famiglia fu uccisa a Rumbula e alcuni decenni più tardi affermò in un'intervista:

### Lettonia indipendente

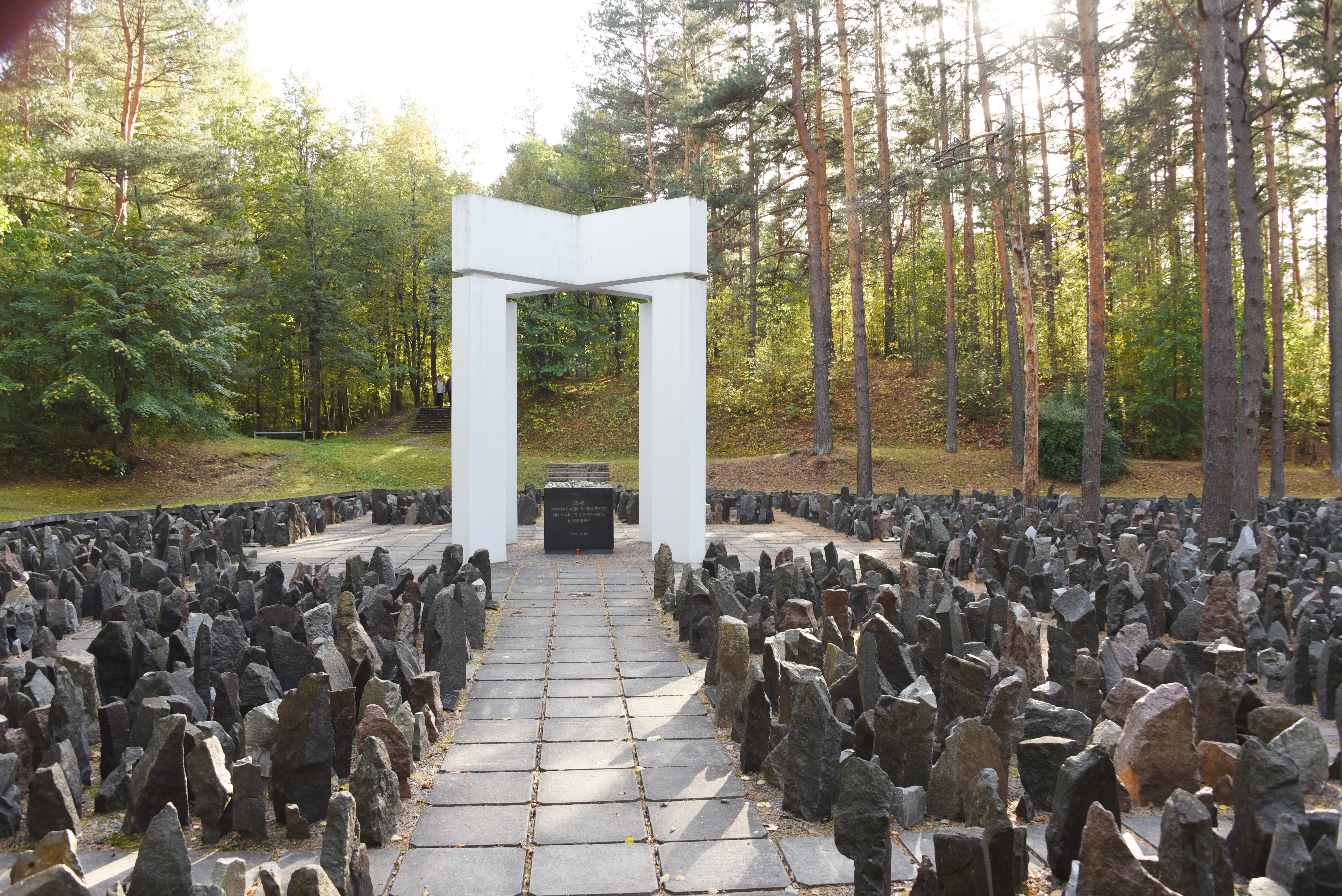
Monumento alla memoria delle vittime della Shoah di Bikernieki nei dintorni di Riga

In Lettonia, studi più approfonditi sull'Olocausto ripresero solo dopo il 1991, soprattutto per identificare le vittime. Il passare del tempo e la perdita o occultamento da parte dell'NKVD hanno reso assai ardua la ricostruzione.
Il 29 novembre 2002, sessantuno anni dopo gli omicidi, i più alti funzionari della Repubblica di Lettonia, affiancati da rappresentanti della comunità ebraica lettone, ambasciatori stranieri e altri esponenti hanno partecipato a una celebrazione commemorativa presso il sito di Rumbula. Il presidente e il primo ministro della Repubblica si diressero verso la foresta vicina al ghetto di Riga. Una volta arrivati, la presidente Vaira Vīķe-Freiberga si è rivolta alla platea: